# (17485) 1991 RP9
(17485) 1991 RP9 es un asteroide perteneciente al cinturón de asteroides, región del sistema solar que se encuentra entre las órbitas de Marte y Júpiter.
Fue descubierto el 5 de septiembre de 1991 por Robert H. McNaught desde el observatorio de Siding Spring.

## Designación y nombre
Designado provisionalmente como 1991 RP9.

## Características orbitales
1991 RP9 está situado a una distancia media del Sol de 2,527 ua, pudiendo alejarse hasta 2,806 ua y acercarse hasta 2,249 ua. Su excentricidad es 0,110 y la inclinación orbital 16,173 grados. Emplea 1467,42 días en completar una órbita alrededor del Sol.

## Características físicas
La magnitud absoluta de 1991 RP9 es 13,08. Tiene 6,348 km de diámetro y su albedo se estima en 0,365.